# Fjälltopphelgen
Fjälltopphelgen hade premiär 1985 och körs i Bruksvallarna i Härjedalen en fredag–söndag i april och är säsongens sista större längdskidåkningstävling i Sverige. Tävlingarna består av Fjällsprinten, Stora och Lilla Fjälltopploppet och Knallcrossen.
2011 deltog rekordmånga 1 800 åkare och samma år hade även Stora Fjälltopploppet, femmilen för herrar och tremilen för damer, svensk mästerskapsstatus.

### Fotnoter
1. ↑  ”Fjälltopp” (på norska). Norges idrettsforbund og olympiske og paralympiske komité. 1 april 2011. http://idrett.speaker.no/Downloads/64241/docs/Inbjudan_Fj%C3%A4lltopp_20074.pdf. Läst 16 oktober 2011.[död länk]
2. ↑  ”SM i Fjälltoppsloppet”. Längd. 7 april 2011. https://www.langd.se/?id=4907715. Läst 25 mars 2020.
3. ↑  Anneli Johansson (6 april 2011). ”Rekordmånga kör Fjälltopphelgen” (på svenska). Sveriges Radio. https://sverigesradio.se/sida/artikel.aspx?programid=78&artikel=4442510. Läst 16 oktober 2011.